# Dmitri Yázov
Dmitri Timoféyevich Yázov (en ruso: Дми́трий Тимофе́евич Я́зов) (óblast de Omsk, 8 de noviembre de 1924-Moscú, 25 de febrero de 2020) fue un general soviético, el último mariscal de la Unión Soviética y Ministro de Defensa de la URSS desde 1987 hasta la intentona golpista fallida de 1991, en la cual se implicó.

## Biografía
Yazov nació en el pueblo de Yazovo (llamado Lyebyezhye en el momento de su nacimiento),  volost Krestinsky, distrito Kalachinsky, provincia de Omsk. Era hijo de Timofey Yakovlevich Yazov (fallecido en 1933) y Maria Fedoseevna Yazova, que eran campesinos. La familia tuvo cuatro hijos.
Comandante en jefe entre 1979 y 1980 del Grupo de Ejércitos del Centro, fue designado ministro de Defensa de la URSS entre 1987 y 1991, siendo candidato al Politburó.  

### Intento de golpe de Estado en la URSS
Participó, como  miembro del "Comité Estatal para el Estado de Emergencia", en el intento de golpe de Estado en la Unión Soviética contra el último líder soviético Mijaíl Gorbachov en agosto de 1991. Un año antes había recibido el rango de Mariscal de la Unión Soviética, siendo la última persona en recibir tal distinción.  
El intento de golpe de Estado fue llevado a cabo por parte de comunistas de la llamada línea dura, opuestos a sus reformas de la Unión Soviética. Los golpistas aseguraron entonces que Gorbachov era "incapaz de asumir sus deberes por razones de su salud". Habían declarado el estado de emergencia durante seis meses, el restablecimiento de la censura, y habían sacado los tanques a las calles en Moscú. El golpe fracasó y sus perpetradores fueron arrestados tres días después, pero estos acontecimientos sellaron el destino de la Unión Soviética, que debilitada por la independencia en las repúblicas soviéticas, se disolvió finalmente en diciembre de 1991. Dmitri Yázov fue detenido junto con otros golpistas en 1991 y fue encarcelado. En 1993, no obstante, fue liberado y un año después amnistiado. 
Tras la muerte de Yázov en 2020, únicamente un golpista seguía vivo, Oleg Baklánov (1932-2021), quien fue vicepresidente del Consejo de Defensa del presidente soviético en el momento del golpe.

### Represión en Lituania y Azerbaiyán
En 2019, Dmitri Yázov fue nuevamente condenado. En esta ocasión la sentencia fue de diez años de prisión por parte de la justicia en Lituania, acusado de haber participado en la represión en enero de 1991 del movimiento de independencia lituano en la entonces República Socialista Soviética de Lituania. La represión dejó 14 muertos y más de 700 heridos. 
Como Ministro de Defensa, también estuvo en el centro de una sangrienta represión en enero de 1990 en Azerbaiyán. Durante ese mes de enero, se produjeron muchos asesinatos de civiles.

### Condecorado en Rusia
Pese a las sucesivas condenas en otras ex-repúblicas soviéticas, en Rusia continuó y continúa siendo una figura venerada. De hecho, el 4 de febrero de 2020, poco antes de su fallecimiento, recibió una condecoración "por los servicios prestados a la patria" debido a su compromiso con los veteranos a manos del entonces ministro de Defensa, Serguéi Shoigú. 
También fue condecorado por el presidente Vladímir Putin, quien le otorgó la Orden de Honor en 2004 y la Orden de Alejandro Nevski en 2014.
Dmitri Yázov murió en febrero de 2020 en Moscú, a los 95 años de edad.

## Premios y honores

### Unión Soviética
- Orden de Lenin, dos veces
- Orden de la Revolución de Octubre
- Orden de la Bandera Roja
- Orden de la Guerra Patria, 1ª clase
- Orden de la Estrella Roja
- Orden por el Servicio a la Patria en las Fuerzas Armadas de la URSS, 3ª clase
- Medalla «Al Mérito Militar»
- Medalla «Por Servicio Impecable», 1ª y 2ª clases
- Medalla «Por Distinción en la Vigilancia de la Frontera Estatal de la URSS»
- Medalla «Veterano de las Fuerzas Armadas de la URSS»
- Medalla «Por el fortalecimiento de la cooperación militar»
- Medalla «Por el desarrollo de las tierras vírgenes»
- Medalla «Por la defensa de Leningrado»
- Medallas del Jubileo

### Federación Rusa
- Orden al Mérito de la Patria, 3ª y 4ª clase[5][6]
- Orden de Honor[7]
- Orden de Alexander Nevsky
- Medallas del jubileo

### Extranjero
- Orden de la Bandera Roja (Afganistán)
- Orden de la «Amistad de los Pueblos» (Afganistán)
- Medalla «Por el fortalecimiento de la amistad en Armas» (Bulgaria)
- Orden del Che Guevara (Cuba)
- Orden de la Bandera Roja (Checoslovaquia)
- Orden de Scharnhorst (Alemania Oriental)
- Medalla «20 años de independencia de República de Kazajstán»
- Medalla «30 años del Victoria sobre Japón» (Mongolia)
- Medalla «40 años de Khalkhin Gol Victoria» (Mongolia)
- Medalla «50 años de la Revolución del Pueblo Mongol» (Mongolia)
- Orden del Mérito Civil, 1ª clase (Siria)

### Religiosas
- Orden de San Gran Príncipe Dmitri Donskoy (Iglesia Ortodoxa Rusa)

## Publicaciones
- Защита Отечества не терпит местничества, эгоизма, своекорыстия… Кандидат в члены Политбюро ЦК КПСС, министр обороны СССР генерал армии Д. Т. Язов отвечает на вопросы избирателей // газета «Правда», № 317 (26035) от 13 ноября 1989 стр.3

- Datos: Q48041
- Multimedia: Dmitry Timofeyevich Yazov / Q48041